# Vòng quanh thế giới qua 80 báu vật
Vòng quanh thế giới qua 80 báu vật  là 10 phần nghệ thuật và loạt phim tài liệu của BBC dẫn chương trình bởi Dan Cruickshank bắt đầu được phát sóng từ tháng 2 đến 4 năm 2005. Tiêu đề của nó được lấy ý tưởng từ tác phẩm Vòng quanh thế giới trong 80 ngày, một cuốn tiểu thuyết phiêu lưu của nhà văn Pháp Jules Verne.
Trong serie này, Cruickshank thực hiện một chuyến du lịch vòng quanh thế giới kéo dài 5 tháng, Cruickshank khám phá những lựa chọn mà ông coi là 80 báu vật nhân tạo vĩ đại nhất, bao gồm các tòa nhà và cổ vật. Chuyến phiêu lưu của ông băng qua 34 quốc gia ở 6 trong số 7 lục địa (ngoại trừ châu Nam Cực). Ông cũng đã không đến Iraq, do tình hình bất ổn lúc bấy giờ của quốc gia này.
Ngoài việc chiêm ngưỡng một số kho báu vĩ đại nhất thế giới, ông còn thử thách bản thân với nhiều món ẩm thực kỳ dị khác nhau, từ tinh hoàn, óc cho đến côn trùng. Phương tiện di chuyển bao gồm  máy bay, tàu hỏa, lạc đà, lừa, đi bộ, khinh khí cầu, xe đạp, xe tay ga, xe bọ cánh cứng Volkswagen, tàu lượn, và thuyền.
Một cuốn sách cùng tên cũng đã được xuất bản, được viết như một tạp chí về chuyến đi và chứa nhiều chi tiết hậu trường trong quá trình thực hiện chương trình bên cạnh những cảm nhận của Cruikshank về kho báu. Bản DVD chính thức của BBC được phát hành vào ngày 19 tháng 5 năm 2008. và nó đã được bán tại nhiều quốc gia trên thế giới.

## Danh sách các tập

### Tập 1: Peru đến Brazil
| # | Vị trí                 | Báu vật                                   | Hình ảnh                                                 | Mô tả ngắn gọn |
| - | ---------------------- | ----------------------------------------- | -------------------------------------------------------- | --- |
| 1 | Andes, Peru            | Machu Picchu                              | Machu Pichu                                              | Thành phố lưng chừng núi của đế quốc Inca được phát hiện vào năm 1911. |
| 2 | Maras, Peru            | Ruộng muối Inca                           | Maras                                                    | Người Inca đã sử dụng những hồ nước khổng lồ bên sườn dãy Andes để làm bay hơi nước từ nước muối để có muối                                                                                   |
| 3 | Nazca, Peru            | Đường vẽ Nazca                            | Nazca Lines                                              | Hơn 300 bản vẽ trên đất rộng lớn và đường nét được bảo tồn từ thế kỷ 6 tới 3 TCN trong điều kiện môi trường khô cằn khắc nghiệt.                                                              |
| 4 | Lambayeque, Peru       | Vòng cổ hình nhện của Sipán               | Lord of Sipán                                            | Một chiếc vòng cổ được tạo thành từ 10 chi tiết bằng vàng của Thần Nhện. |
| 5 | Trujillo, Peru         | Chan Chan                                 | Chan Chan                                                | Thành phố bùn lớn nhất thế giới ước tính là nhà của 30.000 người và rộng 20 kilômét vuông. |
| 6 | Đảo Phục Sinh, Chile   | Tượng Moai                                | Moai buried to their shoulders Rano Raraku Easter Island | Moai, những bức tượng nguyên khối lớn có cái đầu quá khổ được tạo ra bởi người Rapanui giữa năm 1200 và 1700 CE. Bức ảnh cho thấy một nhóm Moai chôn tới ngang vai trên sườn của Rano Raraku. |
| 7 | Cuiabá, Brazil         | Khăm trùm đầu Umahara của người Rikbaktsa | Rikbaktsa                                                | Những cái khăm trùm đầu rất sặc sỡ làm từ tóc và lông vẹt đủ màu sắc (đỏ, vàng, lam). |
| 8 | Rio de Janeiro, Brazil | Tượng Chúa Kitô Cứu Thế                   | Tượng Chúa Kitô Cứu Thế                                  | Là một bức tượng Chúa Giêsu cao 30 mét đặt trên bệ cao 8 mét được tạc theo trường phái Art Deco trên đỉnh của núi Corcovado.                                                                  |

### Tập 2: Mexico tới Trung Bắc Mỹ
| #  | Vị trí                            | Báu vật                             | Hình ảnh                        | Mô tả ngắn gọn |
| -- | --------------------------------- | ----------------------------------- | ------------------------------- | --- |
| 9  | Nam Mexico                        | Palenque                            | Palenque's Observation Tower    | Thành phố của nền văn minh Maya này trưng bày một số kiến trúc, điêu khắc và phù điêu bằng vữa tốt nhất của họ                              |
| 10 | Tollan Tula, Mexico               | Người khổng lồ của Tula             | Giants of Tula                  | Các tác phẩm điêu khắc/cột đá từ thế kỷ thứ 10 của các chiến binh Toltec được tạo hình với mũ cài lông chim với vẻ thần thánh.              |
| 11 | Thành phố Mexico, Mexico          | Đàn ông, Người điều khiển vũ trụ    | Man, Controller of the Universe | Tranh tường của Diego Rivera ủy quyền bởi Nelson Rockefeller hiện thân của cuộc đấu tranh giữa chủ nghĩa tư bản và cộng sản.                |
| 12 | Cortez, Colorado, Hoa Kỳ          | Súng ngắn ổ xoay Colt Hải quân 1851 | Súng ngắn ổ quay Colt 1851      | Súng ngắn sáu viên được sản xuất hàng loạt và được sử dụng trong Nội chiến Hoa Kỳ và sau đó được sử dụng để hoàn thành Vận mệnh hiển nhiên. |
| 13 | Colorado, Hoa Kỳ                  | Vườn quốc gia Mesa Verde            | Vườn quốc gia Mesa Verde        | Một cộng đồng nhỏ đã được xây dựng dưới thềm đá bởi tổ tiên của những người Pueblo.                                                         |
| 14 | Charlottesville, Virginia, Hoa Kỳ | Monticello                          | Monticello                      | Nhà được thiết kế và xây dựng vào cuối thế kỷ 18 bởi tổng thống Thomas Jefferson.                                                           |
| 15 | New York, Hoa Kỳ                  | Tượng Nữ thần Tự do                 | Tượng Nữ thần Tự do             | Một bức tượng cao 151 ft do Pháp tặng cho Hoa Kỳ để kỷ niệm 100 năm Tuyên ngôn độc lập.                                                     |
| 16 | New York, Hoa Kỳ                  | Tòa nhà Seagram                     | Tòa nhà Seagram                 | Tinh túy nhất của Dan trong thiết kế một tòa nhà chọc trời.                                                                                 |

### Tập 3:Úc đến Campuchia
| #  | Vị trí                          | Báu vật                  | Hình ảnh                                           | Mô tả ngắn gọn |
| -- | ------------------------------- | ------------------------ | -------------------------------------------------- | --- |
| 17 | Sydney, Úc                      | Nhà thờ Thánh James      | Nhà thờ Thánh James                                | Kiệt tác của kiến trúc sư bị kết án Francis Greenway, và một trong những công trình nhà thờ lâu đời nhất của Úc. |
| 18 | Kakadu, Úc                      | Nghệ thuật đá Kakadu     | Rock painting at Ubirr in the Kakadu National Park | Nghệ thuật trên đá của thổ dân ở vườn quốc gia Kakadu, các lãnh thổ phía Bắc. |
| 19 | Torajaland, Sulawesi, Indonesia | Các ngôi nhà vong hồn    | Toraja house.                                      | Những ngôi nhà có mái hình thuyền tượng trưng cho thế giới bên kia của con người. |
| 20 | Torajaland, Sulawesi, Indonesia | Tau Tau                  | Toraja burial site.                                | Tượng gỗ tượng trưng cho tổ tiên, các thành viên của bộ lạc đã qua đời. |
| 21 | Java, Indonesia                 | Borobudur                | Bảo tháp Borobudur                                 | Một trong những bảo tháp Phật giáo vĩ đại (đền thờ Phật giáo hình kim tự tháp khổng lồ) trên thế giới. Nó được xây dựng vào thế kỷ thứ 8 và bao gồm 9 cấp độ. |
| 22 | Ayutthaya, Thái Lan             | Voi Vàng                 | Wat Ratchaburana                                   | Con voi vàng quỳ được tìm thấy tại Wat Ratchaburana, Ayutthaya.Một kiệt tác tuyệt đẹp của thợ kim hoàn. Nó được lắp vít và sử dụng nạm đá quý. Được làm vào khoảng năm 1420, cùng thời điểm với tòa tháp được lưu giữ nó được xây dựng. Ngày nay, nó trưng bày tại bảo tàng quốc gia ở Ayutthaya. |
| 23 | Siem Reap, Campuchia            | Angkor Wat               | Angkor Wat                                         | Đền thờ tại Angkor Wat thể hiện tầm nhìn của con người về thiên đàng, một hình ảnh Ấn Độ giáo của thành phố như thiên đàng. Angkor Wat là một di sản của vị vua hùng mạnh Suryavarman thứ hai và có từ giữa thế kỷ 12.                                                                            |
| 24 | Angkor Thom, Campuchia          | Các mặt đá của đền Bayon | Các mặt đá của Bayon                               | Các bức tường được trang trí với những khuôn mặt lớn và được chạm khắc sống động trong thành phố Angkor Thom được xây dựng bởi Jayavarman VII cách đền Angkor Wat một dặm. |

### Tập 4: Nhật Bản đến Trung Quốc
| #  | Vị trí                 | Báu vật                 | Hình ảnh               | Mô tả ngắn gọn |
| -- | ---------------------- | ----------------------- | ---------------------- | --- |
| 25 | Tokyo, Nhật Bản        | Kiếm Katana/Samurai     | katana thế kỷ 17       | katana là tên thường được gọi của "kiếm samurai". |
| 26 | Himeji, Nhật Bản       | Lâu đài Himeji          | Himeji Castel          | Quần thể lâu đài núi-bình nguyên nằm tại Himeji thuộc tỉnh Hyōgo và bao gồm 83 tòa nhà bằng gỗ. Nó đôi khi được gọi là ("Lâu đài hạc trắng") vì bề ngoài màu trắng rực rỡ của nó. Nó đã được xây dựng lại hơn 400 năm trước.       |
| 27 | Kyoto, Nhật Bản        | Vườn Phật giáo Ryōan-ji | Garden of Ryōan-ji     | Đền thờ thiền nằm ở Kyoto, Nhật Bản thuộc trường phái Myoshin-ji, một nhánh của Lâm Tế tông của Thiền tông, ngôi chùa là một trong những Di tích lịch sử của thành cổ Kyoto, một Di sản thế giới của UNESCO.                       |
| 28 | Bắc Kinh, Trung Quốc   | Tử Cấm Thành            | Forbidden City         | Tử Cấm Thành là cung điện lớn nhất thế giới. Nó được xây dựng bởi triều đại nhà Minh hùng mạnh cách đây 600 năm. |
| 29 | Bắc Kinh, China        | Di Hòa viên             | The Summer Palace      | Di Hòa viên nằm ở độ cao 60 mét trên núi Vạn Thọ và bên cạnh hồ Côn Minh. Nó có diện tích 2,9 kilômét vuông, ba phần tư trong số đó là mặt nước.                                                                                   |
| 30 | Nhiều tỉnh Trung Quốc  | Vạn Lý Trường Thành     | Great Wall of China    | Một loạt các công sự bằng đá và đất ở miền bắc Trung Quốc được xây dựng, cải tạo và duy trì để bảo vệ biên giới phía bắc trong các triều đại khác nhau.                                                                            |
| 31 | Tây An, Trung Quốc     | Đội quân đất nung       | Terracotta Army        | Các chiến binh và ngựa đất nung của Tần Thủy Hoàng, vị hoàng đế đầu tiên của Trung Quốc. Chúng được phát hiện vào năm 1974 bởi một số nông dân địa phương gần Tây An, tỉnh Thiểm Tây, gần lăng mộ của hoàng đế thứ hai triều Minh. |
| 32 | Thượng Hải, Trung Quốc | Sứ triều Minh           | Ming Dynasty porcelain | Bảo tàng Thượng Hải tự hào là một trong những bộ sưu tập đồ sứ triều Minh tốt nhất trên thế giới. |

### Tập 5: Ấn Độ đến Sri Lanka
| #  | Vị trí                 | Báu vật                     | Hình ảnh                    | Mô tả ngắn gọn |
| -- | ---------------------- | --------------------------- | --------------------------- | --- |
| 33 | Kolkata, Ấn Độ         | Durga                       | Durga                       | Trong Ấn Độ giáo, Nữ thần Durga là một hình mẫu của Devi, nữ thần cực kỳ rạng rỡ, được hình tượng là có mười cánh tay, cưỡi sư tử hoặc hổ, mang theo vũ khí (bao gồm cả hoa sen), nụ cười thiền định, và thủ ấn, hoặc cử chỉ tay tượng trưng. |
| 34 | Sri Lanka              | Sigiriya                    | Sigiriya                    | Thành phố Sigiriya được thiết lập bởi vua Kasiyapa trong khoảng năm 470, 480 sau Công nguyên với một tảng đá khổng lồ, trên đó là pháo đài và cung điện. |
| 35 | Polonnaruwa, Sri Lanka | Đức Phật khổng lồ           | Giant Buddha                | Đức Phật khổng lồ này được tạo ra vào những năm 1180 với kích thước 40 mét được chạm khắc từ vách đá granit rất cứng phía sau. Hình ảnh Đức Phật niết bàn với chiếc áo choàng quấn quanh người. |
| 36 | Kandy, Sri Lanka       | Đền thờ răng Phật           | Bên trong đền thờ           | Theo truyền thuyết của Sri Lanka, sau khi Đức Phật qua đời, thi thể ông được hỏa táng trong một giàn gỗ đàn hương tại Kusinara ở Ấn Độ và chiếc răng bên trái của ông đã được Arahat Khema lấy ra từ giàn tang. Khema sau đó đã đưa nó cho vua Brahmadatte để tôn thờ. Nó trở thành tài sản hoàng gia ở đất nước của Brahmadatte và được giữ ở thành phố Dantapuri (ngày nay là Puri tại Orissa). |
| 37 | Kochi, Ấn Độ           | Gia vị của Cochin           | Indian spices               | Cochin là trung tâm của ngã tư buôn bán gia vị quốc tế, khiến nó trở thành một trong những nơi quan trọng nhất trên Trái đất. |
| 38 | Madurai, Ấn Độ         | Đền Meenakshi               | Meenakshi temple            | Đền Meenakshi Sundareswarar hoặc Meenakshi Amman Tamil là một ngôi đền thờ Hindu giáo lịch sử nằm ở thành phố thiêng Madurai, Tamil Nadu, Ấn Độ. Nó được dành riêng cho thần Shiva và vợ ông, nữ thần Parvati. |
| 39 | Jaipur, Ấn Độ          | Đài thiên văn Jantar Mantar | Đài thiên văn Jantar Mantar | Đài quan sát được bắt đầu xây dựng vào năm 1727. |
| 40 | Agra, Ấn Độ            | Taj Mahal                   | Taj Mahal                   | Lăng mộ Taj Mahal nằm ở Agra được xây dựng bởi Hoàng đế Shah Jahan để tưởng nhớ người vợ yêu dấu của ông, Mumtaz Mahal. |

### Tập 6: Uzbekistan đến Syria
| #  | Vị trí                | Báu vật                                              | Hình ảnh                                 | Mô tả ngắn gọn |
| -- | --------------------- | ---------------------------------------------------- | ---------------------------------------- | --- |
| 41 | Samarkand, Uzbekistan | Ngói của Samarkand                                   | Gur-e Amir                               | Samarkand là thành phố lớn thứ hai ở Uzbekistan và là thủ phủ của tỉnh Samarqand. Việc sử dụng ngói đồng nhất các tòa nhà lớn của Samarkand, mang đến cho thành phố đặc tính kiến trúc riêng biệt và ấn tượng.                                                                                                |
| 42 | Bukhara, Uzbekistan   | Các vòm thương mại                                   | Vòm thương mại, Bukhara                  | Các mái vòm thương mại được xây dựng từ giữa năm 1570 và 1590. |
| 43 | Baku, Azerbaijan      | Đền Lửa và Tu viện Surkhany                          | Đền thờ Lửa                              | Ateshgah của Baku hay "Đền Lửa" là một cấu trúc tôn giáo giống như lâu đài ở Surakhani, một vùng ngoại ô của thành phố Baku, Azerbaijan. Khu phức hợp ngũ giác này có một sân trong được bao quanh bởi các phòng cho các thầy tu và một bàn thờ tứ diện ở giữa trung tâm được xây dựng trong thế kỷ 17 và 18. |
| 44 | Isfahan, Iran         | Nhà thờ Hồi giáo Imam tại Quảng trường Naqsh-e Jahan | Interior of Naghsh-i Jahan Square mosque | Nhà thờ Hồi giáo Imam hoặc Nhà thờ Hồi giáo Shah là một công trình kiến trúc nằm ở thành phố Isfahan (Esfahān), Iran. Được xây dựng vào thời kỳ Safavid, đây là một ví dụ tuyệt vời về kiến trúc Hồi giáo của Iran và được coi là kiệt tác của Kiến trúc Ba Tư.                                               |
| 45 | Shiraz, Iran          | Thảm Ba Tư                                           | Persian rug                              | Thảm Ba Tư là một phần thiết yếu của nghệ thuật và văn hóa Ba Tư. Dệt thảm chắc chắn là một trong những biểu hiện nổi bật nhất của văn hóa và nghệ thuật Ba Tư đã có từ thời cổ đại. Thảm Ba Tư được nhiều người Châu Âu tìm kiếm ít nhất đã thời Trung Cổ.                                                   |
| 46 | Kermanshah, Iran      | Chữ khắc Behistun                                    | Behistun                                 | Được mệnh danh là "Phiến đá Rosetta" của chữ hình nêm, với chữ khắc Ba Tư cổ, Elamite, và Babylon, được giải mã vào thế kỷ 19. |
| 47 | Fars, Iran            | Persepolis                                           | Persepolis                               | Tàn tích của thủ đô Ba Tư cổ đại |
| 48 | Damascus, Syria       | Al-Hamidiyah Souq                                    | Al-Hamidiyah Souq                        | Một khu chợ trong khu phố cổ của Damascus |

### Tập 7: Jordan đến Ethiopia
| #  | Vị trí               | Báu vật            | Hình ảnh                         | Mô tả ngắn gọn |
| -- | -------------------- | ------------------ | -------------------------------- | --- |
| 49 | Jordan               | Petra              | Kho báu của Petra                | Cố đô của người Nabataea, được tái khám phá bởi Johann Ludwig Burckhardt năm 1812. |
| 50 | Madaba, Jordan       | Bản đồ Madaba      | Bản đồ Madaba                    | Bản khảm thế kỷ 6 là bản đồ cổ gốc lâu đời nhất còn sót lại của Đất Thánh và đặc biệt là Jerusalem. |
| 51 | Jerusalem, Israel    | Núi Đền            | Dome of the Rock in Temple Mount | Còn được gọi là Núi Moriah- địa điểm linh thiêng nhất đối với Do Thái giáo; là địa điểm của hai đền thờ thứ nhất và hai. Nơi đây cũng được kính trọng bởi những người Hồi giáo như là nơi mà Muhammad trong cuộc hành trình đến Jerusalem và lên thiên đàng; đây cũng là vị trí của Nhà thờ Hồi giáo Al-Aqsa và Mái vòm Đá, cấu trúc Hồi giáo còn tồn tại lâu đời nhất trên thế giới. |
| 52 | Axum, Ethiopia       | Bia đá Axum        | Axum Obelisk, Ethiopia           | Một trong hơn một trăm tượng đài đá ở thị trấn cổ Axum, xây dựng từ cách đây 1700 năm. Tấm bia cao nhất có kích thước 24 mét và nặng hơn 100 tấn, khiến nó trở thành bia cột được dựng lên lâu đời nhất trong thế giới cổ đại. |
| 53 | Debre Damo, Ethiopia | Phép màu của Maria | Debre Damo Church, Ethiopia      | Một bản thảo cổ của người Ethiopia mô tả vô số phép màu của Maria, mẹ của Chúa Giêsu, bằng tiếng Ge'ez cổ của Ethiopia. |
| 54 | Lalibela, Ethiopia   | Lalibela           | Lalibela Church, Ethiopia        | Một tổ hợp gồm 11 nhà thờ đá, được cho là đã được tạo ra vào thế kỷ thứ 12. Truyền thống của người Ethiopia nói rằng, nó được xây dựng với sự giúp đỡ của các thiên thần. |
| 55 | Lalibela, Ethiopia   | Thánh giá Lalibela | Lalibela Cross, Ethiopia         | Thánh giá Lalibela là một cây thánh giá lớn được trang trí công phu, được coi là một trong những báu vật tôn giáo và lịch sử quý giá nhất của Ethiopia. Nó được sử dụng và lưu giữ ở Bet Medhane Alem, Nhà thờ của Đấng cứu thế, một nhà thờ cắt đá từ thế kỷ 12 ở Lalibela. Một linh mục có thể dùng cây thánh giá để bán phước hoặc rửa tội cho các tín đồ.                         |

Cruickshank cũng ghé thăm núi Nebo trong tập này.

### Tập 8: Mali đến Ai Cập
| #  | Vị trí              | Báu vật                                | Hình ảnh                          | Mô tả ngắn gọn |
| -- | ------------------- | -------------------------------------- | --------------------------------- | --- |
| 56 | Djenné, Mali        | Đại giáo đường Djenné                  | Great Mosque of Djenné            | Nhà thờ Hồi giáo lớn Djenné là tòa nhà gạch bùn hoặc đất lớn nhất thế giới và được nhiều kiến trúc sư coi là thành tựu lớn nhất của phong cách kiến trúc Sudan-Sahel, mặc dù công trình cũng mang ảnh hưởng Hồi giáo rõ ràng. |
| 57 | Sanga, Mali         | Tranh đá của người Dogon               | Circumcision Cave Painting        | Một số người nói rằng chúng có từ thế kỷ 13. Mặc dù vậy, chúng được làm mới một cách thường xuyên vì nghi lễ cắt bao quy đầu diễn ra ba năm một lần. |
| 58 | Sanga, Mali         | Mặt nạ Dogon                           |                                   | Những mặt nạ được sử dụng trong khi nhảy múa. Chúng là những vật linh thiêng, quá mạnh để những người phàm phu có thể nắm giữ hoặc thậm chí không biết chúng được giữ ở đâu. |
| 59 | Tripoli, Libya      | Leptis Magna                           | Arch in Leptis Magna              | Leptis Magna hoặc Lectis Magna (hay Lepcis Magna theo đánh vần), còn được gọi là Lpqy hoặc Neapolis, là một thành phố của Đế quốc La Mã. Tàn tích của nó nằm Al Khums, Libya, 130 km về phía đông Tripoli, trên bờ biển nơi Wadi Lebda ra biển. |
| 60 | Gasr Al-Hajj, Libya | Kho thóc của người Berber Gasr Al-Hajj | Gasr Al-Hājj                      | Đó là một tòa nhà được tạo ra để lưu trữ và bảo quản lương thực. Nó được xây dựng từ các vật liệu địa phương như đá, thạch cao, vữa trát tường |
| 61 | Giza, Ai Cập        | Đại kim tự tháp Giza                   | Great Pyramid of Giza             | Đại kim tự tháp Giza (còn được gọi là kim tự tháp Khufu và kim tự tháp Kheops) là kim tự tháp lâu đời nhất và lớn nhất trong ba kim tự tháp Giza ngày nay nằm tại El Giza, Ai Cập, và trớ trêu thay đây là công trình lâu đời nhất trong số Bảy kỳ quan thế giới cổ đại và là công trình nguyên vẹn duy nhất còn sót lại cho đến ngày nay.                                                               |
| 62 | Cairo, Ai Cập       | Mặt nạ chôn cất Tutankhamun            | Tutankhamun's mask                | Một tác phẩm đáng kinh ngạc, đẹp cả về chi tiết lẫn hình thức. Ở mặt trước có hình con kền kền và rắn hổ mang. |
| 63 | Edfu, Egypt         | Đền thờ Edfu                           | Edfu temple                       | Đền thờ Edfu là một ngôi đền Ai Cập cổ đại nằm ở bờ phía tây sông Nin thuộc thành phố Edfu, được biết đến vào thời Hy Lạp-La Mã là Apollonopolis Magna, theo tên của vị thần chính Horus-Apollo. Đây là một trong những ngôi đền được bảo tồn tốt nhất ở Ai Cập. Đền thờ này dành riêng cho thần ưng Horus, được xây dựng vào thời Ai Cập thuộc Hy Lạp trong khoảng từ năm 237 đến 57 trước Công nguyên. |
| 64 | Luxor, Ai Cập       | Lăng mộ của Nefertari                  | Painting of Nefertari in the tomb | Lăng mộ của Nefertari không mở cửa cho công chúng tham quan. Bên trong nó là những bức tranh tường đẹp nhất và được bảo quản tốt nhất từng được phát hiện ở Ai Cập. Những hình ảnh kể câu chuyện về hành trình của Nefertari sau khi chết, xuống Địa ngục và sau đó được tái sinh. |

### Tập 9: Thổ Nhĩ Kỳ đến Đức
| #  | Vị trí                 | Báu vật                         | Hình ảnh                        | Mô tả ngắn gọn |
| -- | ---------------------- | ------------------------------- | ------------------------------- | --- |
| 65 | Cappadocia, Thổ Nhĩ Kỳ | Thành phố ngầm Derinkuyu        | Rock architecture of Cappadocia | Thành phố ngầm Derinkuyu nằm ở huyện Derinkuyu thuộc tỉnh Nevşehir, Thổ Nhĩ Kỳ. Nó nằm trên con đường giữa Nevşehir và Niğde, cách 29 km từ Nevşehir. Thành phố đã được mở cho du khách tham quan vào năm 1969 và cho đến nay, chỉ 10% của thành phố ngầm có thể cho khách du lịch ghé thăm. Tám tầng của nó mở rộng xuống đến độ sâu 85 mét. |
| 66 | Istanbul, Thổ Nhĩ Kỳ   | Hagia Sophia                    | Hagia Sophia                    | Hagia Sophia là một nhà thờ Chính thống giáo, sau đó là một nhà thờ Hồi giáo, và giờ là một bảo tàng ở Istanbul, Thổ Nhĩ Kỳ. Nó đặc biệt nổi tiếng với mái vòm đồ sộ, được coi là hình ảnh thu nhỏ của kiến trúc Đông La Mã và đã làm "thay đổi lịch sử kiến trúc".                                                                           |
| 67 | Moskva, Nga            | Tàu điện ngầm Moskva            | Kievskaya station               | Tàu điện ngầm Moskva trải dài gần như toàn bộ thủ đô của Nga, là hệ thống tàu điện ngầm được sử dụng nhiều thứ hai trên thế giới. Khai trương vào năm 1935, nó nổi tiếng với thiết kế trang trí công phu của nhiều nhà ga, nơi chứa đựng những ví dụ nổi bật về nghệ thuật hiện thực xã hội chủ nghĩa.                                        |
| 68 | Saint Petersburg, Nga  | Nhà gỗ của Peter Đại đế         | Nhà của Peter Đại đế            | Nhà gỗ của Peter Đại đế là một ngôi nhà gỗ nhỏ là "cung điện" đầu tiên ở Saint Petersburg của Sa hoàng Peter Đại đế. Ngôi nhà được xây dựng trong ba ngày vào tháng 5 năm 1703 bởi những người lính của Trung đoàn Semyonovskiy. |
| 69 | Solovki, Nga           | Tu viện Solovetsky              | Tu viện Solovetsky              | Tu viện Solovetsky là tòa thành lớn nhất của Kitô giáo ở miền Bắc nước Nga trước khi bị biến thành nhà tù và trại cải tạo lao động đặc biệt của Liên Xô (1926–1939), làm nguyên mẫu cho hệ thống Trại cải tạo lao động của Liên Xô. |
| 70 | Wieliczka, Ba Lan      | Chạm khắc tại Mỏ muối Wieliczka | Nhà nguyện tại Wieliczka        | Mỏ muối Wieliczka nằm ở thị trấn Wieliczka, trong khu vực đô thị Kraków, miền nam Ba Lan. Mỏ này đã hoạt động liên tục, sản xuất muối ăn từ thế kỷ 13 cho đến năm 2007, là một trong những mỏ muối hoạt động lâu đời nhất thế giới (lâu đời nhất là Bochnia, cách Wieliczka khoảng 20 km).                                                    |
| 71 | Berlin, Đức            | Bọ cánh cứng Volkswagen         | Volkswagen Beetle               | Những chiếc xe bọ cánh cứng Volkswagen, còn được gọi là Volkswagen Type 1, là một mẫu xe được sản xuất bởi Volkswagen (VW) từ năm 1938 đến 2003. Nó sử dụng hệ dẫn động bánh sau và làm mát bằng không khí. |
| 72 | Dessau, Đức            | Ghế Brno tại Bauhaus            | a Brno Chair                    | Ghế Brno (mẫu số MR50) là một chiếc ghế đúc hẫng hiện đại được thiết kế bởi Ludwig Mies van der Rohe vào năm 1929-1930 cho phòng ngủ của Biệt thự Tugendhat, một Di sản thế giới được UNESCO công nhận tại Brno, Cộng hòa Séc. |

### Tập 10: Bosnia đến Pháp và về nhà
| #  | Vị trí                        | Báu vật                    | Hình ảnh                   | Mô tả ngắn gọn |
| -- | ----------------------------- | -------------------------- | -------------------------- | --- |
| 73 | Mostar, Bosnia và Herzegovina | Stari Most                 | Stari most                 | Cầu được xây dựng lại từ thế kỷ 16 tại thành phố Mostar ở Bosnia. Nó được ủy quyền bởi Suleiman I và là đỉnh cao của thành tựu kỹ thuật khi nó được xây dựng.                    |
| 74 | Athens, Hy Lạp                | Parthenon                  | Parthenon                  | Đền thờ thế kỷ thứ 5 trước Công nguyên dành cho thần Athena là công trình chính ở Acropolis tại Athens. Hình ảnh hoang tàn của nó có ảnh hưởng rất lớn đến trường phái Lãng mạn. |
| 75 | Roma, Ý                       | Pantheon                   | Pantheon                   | Đền thờ tất cả các vị thần ở trung tâm Roma. Mái vòm của nó là một trong những mái vòm lớn và lâu đời nhất trên thế giới.                                                        |
| 76 | Firenze, Ý                    | Nhà nguyện Medici          | Nhà nguyện Medici          | Nhà nguyện được thiết kế bởi Michelangelo dành cho Medici, một gia tộc quyền thế nhất Firenze trong thời Phục Hưng                                                               |
| 77 | Venezia, Ý                    | Kênh đào Lớn               | Kênh đào Lớn của Venezia   | Kênh đào quan trọng nhất ở Venezia, hai bên là vô số những tòa nhà đẹp nhất của thành phố                                                                                        |
| 78 | Madrid, Tây Ban Nha           | Guernica                   | Bức tranh Guernica         | Bức tranh được vẽ bởi họa sĩ Pablo Picasso; một phản ứng đối với Phe Quốc gia và các đồng minh của họ khi ném bom vào thị trấn Guernica Xứ Basque trong Nội chiến Tây Ban Nha    |
| 79 | Granada, Tây Ban Nha          | Alhambra                   | Court of the Lions         | Một cung điện ở thành phố Granada của Tây Ban Nha, được coi là một trong những kiệt tác của Kiến trúc Hồi giáo.                                                                  |
| 80 | Chartres, Pháp                | Nhà thờ chính tòa Chartres | Nhà thờ chính tòa Chartres | Một trong những nhà thờ lớn nhất mang phong cách kiến trúc Gothic, nó rất đặc biệt với những miếng kính màu.                                                                     |

## Sách đồng hành
- Cruickshank, Dan (ngày 17 tháng 2 năm 2005). Around the World in Eighty Treasures. Weidenfeld & Nicolson (hardback). ISBN 978-0-297-84399-3.
- Cruickshank, Dan (ngày 6 tháng 10 năm 2005). Around the World in Eighty Treasures. Phoenix Press (paperback). ISBN 978-0-7538-1947-0.